# انتخابات ریاست‌جمهوری سوریه (۲۰۰۷)
انتخابات ریاست‌جمهوری سوریه (۲۰۰۷)، یک همه‌پرسی برای تأیید نامزد ریاست‌جمهوری، بشار اسد بود که در تاریخ ۲۷ مه ۲۰۰۷ در سوریه، پس از آن که مجلس خلق سوریه به اتفاق آرا به پیشنهاد رئیس‌جمهور فعلی برای دومین دوره در ۱۰ مه ۲۰۰۷ رأی داد، برگزار شد.

## نتیجه
| گزینه                                   | رای        | ٪     |
| --------------------------------------- | ---------- | ----- |
| آری                                     | ۱۱٬۱۹۹٬۴۴۵ | ۹۷٫۶۲ |
| نه                                      | ۱۹٬۶۵۳     | ۰٫۱۷  |
| باطله                                   | ۲۵۳٬۰۹۵    | ۲٫۲۱  |
| مجموع (مشارکت ۹۵٫۸۶٪) (۱۱٬۹۶۷٬۶۱۱ واجد) | ۱۱٬۴۷۲٬۱۵۷ | ۱۰۰٫۰ |
| منبع: خبرگزاری عربی سوریه               |            |       |